# 2025 w informatyce
Kalendarium informatyczne 2025 roku
- 20 stycznia – DeepSeek opublikował swój pierwszy model rozumujący DeepSeek-R1[1]
- 21 stycznia – został ogłoszony joint venture Stargate Project, z funduszem w wysokości 500 mld USD, skupiający się na budowie infrastruktury AI w Stanach Zjednoczonych
- 2 lutego – Andrej Karpathy zaproponował podejście do tworzenia oprogramowania z pomocą AI o nazwie vibe coding[2]
- 19 lutego – Microsoft wydał swój chip kwantowy Majorana 1(inne języki)[3]
- 24 lutego – Anthropic opublikował Claude Sonnet 3.7 z funkcjonalnością agenta AI[4]
- 27 lutego – AWS wprowadził na rynek układ Ocelot, którego celem jest obniżenie kosztów korekcji błędów kwantowych o 90%[5]
- 5 maja – komunikator internetowy Skype został zamknięty[6]
- 22 maja – Anthropic wydał serię modeli Claude 4[7], co pozwoliło przegonić modele OpenAI w popularności w rozwiązaniach biznesowych[8]